# Ернест Бай Корома
Ернест Бай Корома — державний і політичний діяч Сьєрра-Леоне, президент Сьєрра-Леоне 17 вересня 2007 — 4 квітня 2018 року.

## Життєпис
Народився 2 жовтня 1953 року в Макені на півночі британської колонії Сьєрра-Леоне (сучасний округ Бомбалі). За національністю — темне. За релігією — християнин, хоча в його краях переважає мусульманство. Освіту здобув у навчальних закладах Сьєрра-Леоне. Очолює партію Загальний народний конгрес. Переміг на президентських виборах 2007 року. З 17 вересня 2007 — президент Сьєрра-Леоне. Вдруге переобраний на цю посаду 2012 року.